# Archivio nazionale (Danimarca)
L’Archivio nazionale (in danese: Rigsarkivet) è l'archivio centrale di Stato della Danimarca. 
Esso fa parte degli "Archivi di Stato" (Statens Archiver), che comprendono anche l'"Archivio nazionale danese degli affari", l'"Archivio danese dei dati" e gli archivi provinciali di Viborg, Aabenraa e Odense. Il loro scopo principale è di raccogliere, conservare e catalogare dati e registri storici delle amministrazioni centrali come ministeri, agenzie e organizzazioni e renderli accessibili al pubblico. Gli archivi dipendono dal Ministero della Cultura.

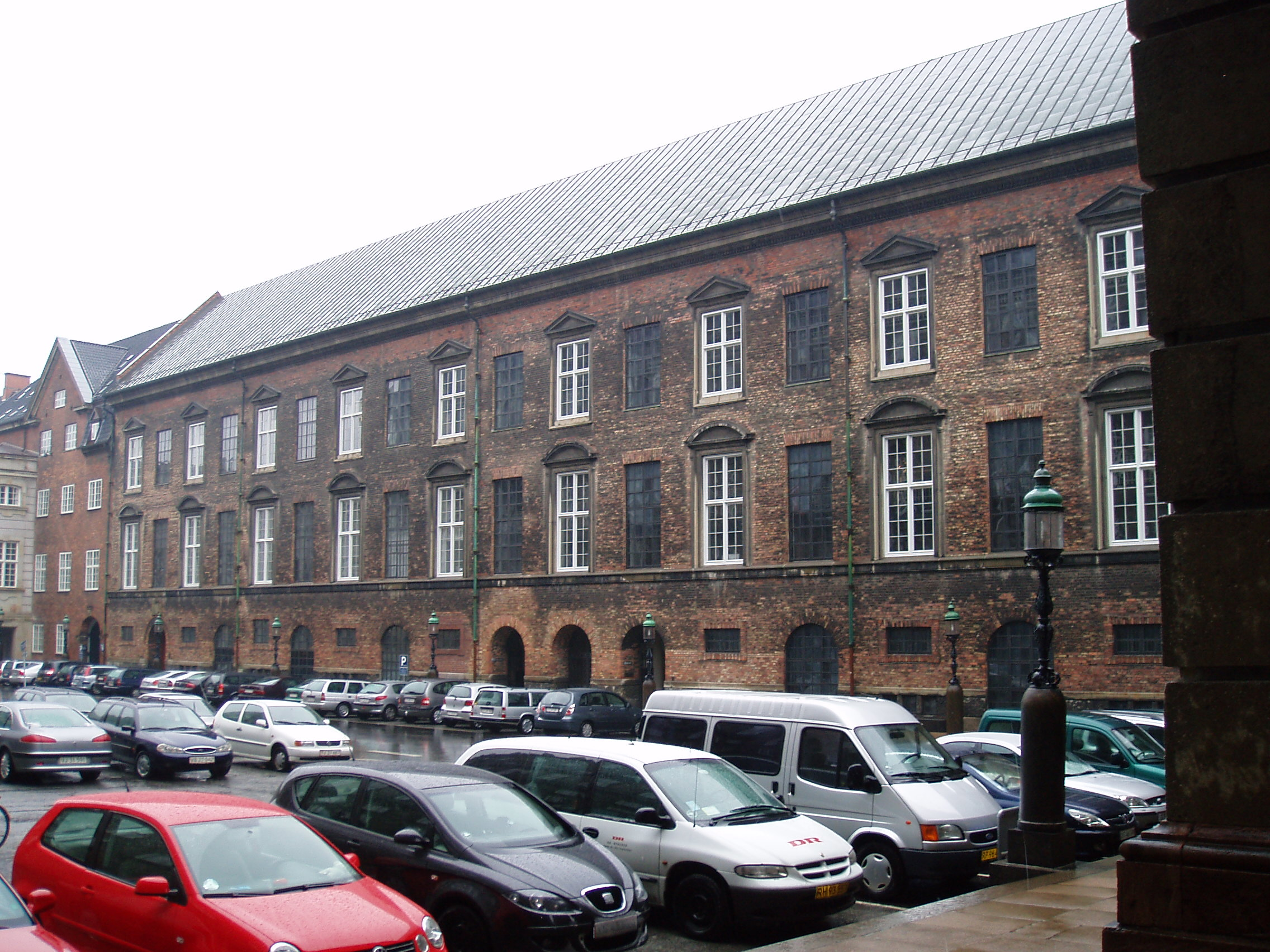
Gli archivi nazionali danesi

## Storia
Nel Medioevo i re portavano con sé gli archivi durante gli spostamenti in giro per il regno. Successivamente furono creati degli archivi nelle cattedrali di Roskilde e Lund; Margherita I ospitò un archivio nella grande torre del Castello di Kalundborg; mentre sotto Cristoforo di Baviera fu aperto un archivio amministrativo nel Castello di Copenaghen. Nel 1582 tutti gli archivi furono riuniti nello Hvælvingen del Castello di Copenaghen. Nel 1720 l'Archivio Segreto (Gehejmearkivet), come ora si chiamava, fu trasferito dal Castello alla sua sede su Slotsholmen.
Nel 1889 fu creato l'Archivio Nazionale (Rigsarkivet) dall'unione dell'Archivio Segreto con l'Archivio del Regno, che era stato fondato nel 1861.

## Sede
Gli Archivi nazionali hanno sede in una serie di vecchi edifici dietro al Palazzo di Christiansborg, sull'isola di Slotsholmen: il palazzo dell'Archivio Segreto (del 1720), la biblioteca di Federico III (del 1673), il palazzo Den Zuberske (del 1785).
Un nuovo edificio è stato inaugurato nel 2009 presso il Kalvebod Brygge per fungere da deposito.

## Patrimonio
Due gruppi di documenti conservati nell'Archivio sono stati inseriti nella Memoria del mondo dell'UNESCO.
Innanzitutto gli archivi delle compagnie commerciali danesi: la Compagnia danese delle Indie Orientali e la sua continuazione, la "Compagnia Asiatica", la Compagnia danese delle Indie Occidentali.
Inoltre l'Archivio conserva i registri del pedaggio per il transito nel Sund, che fornisce informazioni dettagliate su tutte le navi che sono passate dal Mar Baltico al Mare del Nord e viceversa a partire dal XV secolo.